# The Blues Brothers (band)

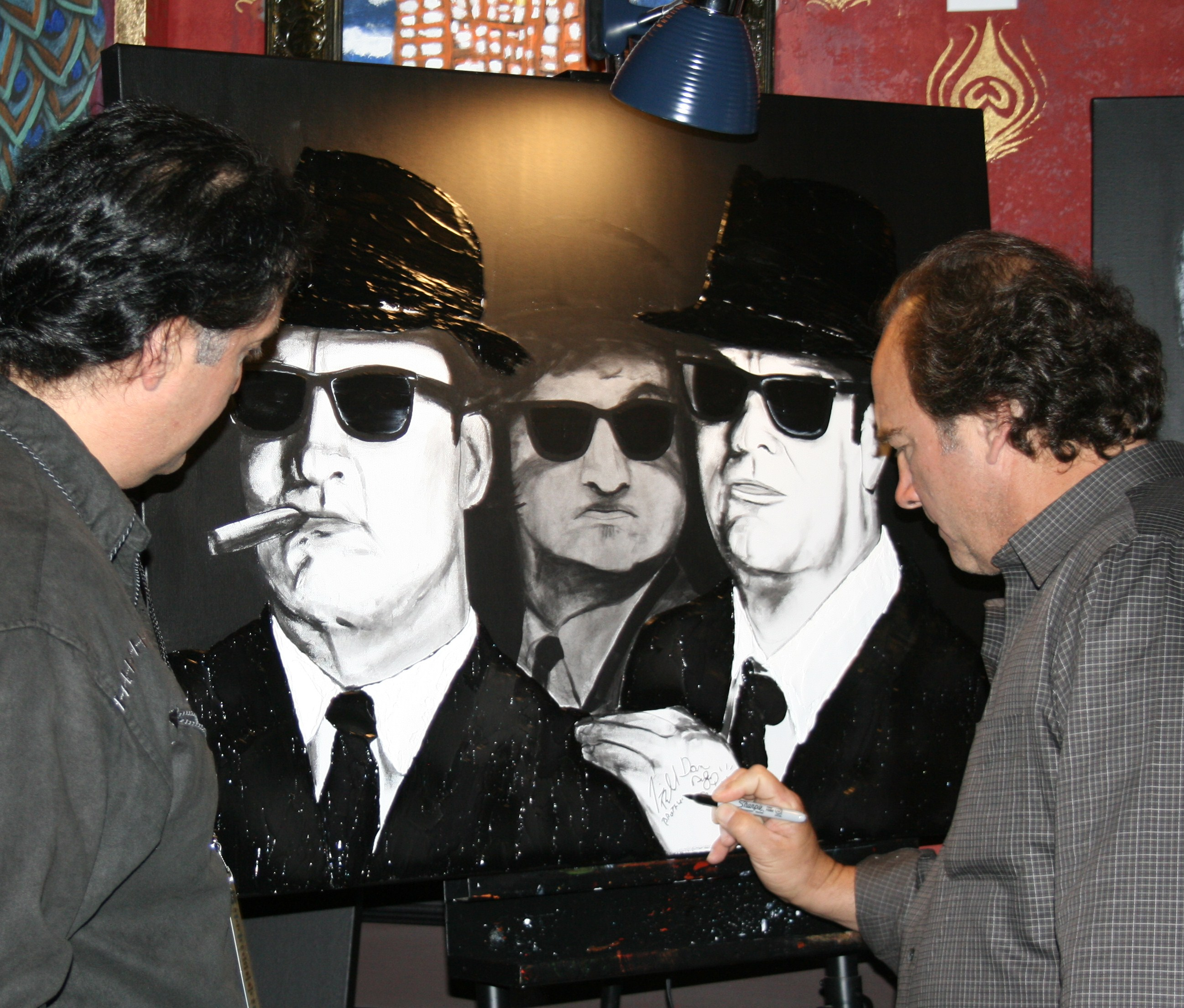
The Blues Brothers (band)

The Blues Brothers is een Amerikaanse band, ontstaan uit de passie die Saturday Night Live-acteurs John Belushi en Dan Aykroyd deelden voor blues en R&B uit de Amerikaanse muziekgeschiedenis. In de gelijknamige bar van Aykroyd werd muziek uitgewisseld en was vaak gelegenheid voor jamsessies met de blues als thema.
Het eerste optreden bestond uit een vertolking van het nummer I'm a King Bee, dat Belushi zong in een bijenkostuum aansluitend op de "Killer Bee"-sketch in Saturday Night Live. Later ontstond het in zwart geklede duo Jake en Elwood Blues, begeleid door het toenmalige huisorkest van Saturday Night Live, waarin bekende namen van het Stax-label speelden zoals Steve Cropper, Donald Dunn (Cropper en Dunn behoren tot Booker T. & the M.G.'s), Lou Marini en Alan Rubin. Als onderdeel van de show droeg Aykroyd een middels handboeien beveiligd attachékoffertje met daarin uitsluitend één bluesharp (Hohner Special 20).
Naar aanleiding van het succes van Saturday Night Live besloot de "band" op tournee te gaan. Dit resulteerde in hun eerste livealbum getiteld Briefcase Full Of Blues. In 1980 volgde een tweede liveregistratie, getiteld Made In America.
Ook in 1980 werd de film The Blues Brothers opgenomen, die gebaseerd was op de karakters uit de band.

## Uitgebrachte nummers
- Everybody Needs Somebody to Love (1980)
- Gimme Some Lovin' (1980)
- Soul Man
- Sweet Home Chicago
- Jailhouse Rock
- Riders in the Sky
- Minnie the Moocher
- Shake
- Think
- Peter Gunn Theme
- Theme from Rawhide
- She Caught the Katy
- Shake a Tail Feather
- The Old Landmark

## NPO Radio 2 Top 2000
| Nummer met noteringen in de NPO Radio 2 Top 2000 | '99 | '00 | '01 | '02 | '03 | '04 | '05 | '06 | '07 | '08 | '09 | '10 | '11 | '12 | '13 | '14 | '15 | '16 | '17 | '18 | '19  | '20  | '21 | '22  | '23  | '24  |
| ------------------------------------------------ | --- | --- | --- | --- | --- | --- | --- | --- | --- | --- | --- | --- | --- | --- | --- | --- | --- | --- | --- | --- | ---- | ---- | --- | ---- | ---- | ---- |
| Everybody Needs Somebody to Love                 | 243 | 389 | 238 | 367 | 253 | 335 | 455 | 507 | 466 | 403 | 561 | 528 | 626 | 507 | 625 | 770 | 890 | 897 | 910 | 934 | 1015 | 1020 | 995 | 1036 | 1245 | 1213 |

1. ↑  Een vetgedrukt getal geeft de hoogste notering aan.